# Drömmarnas kaj

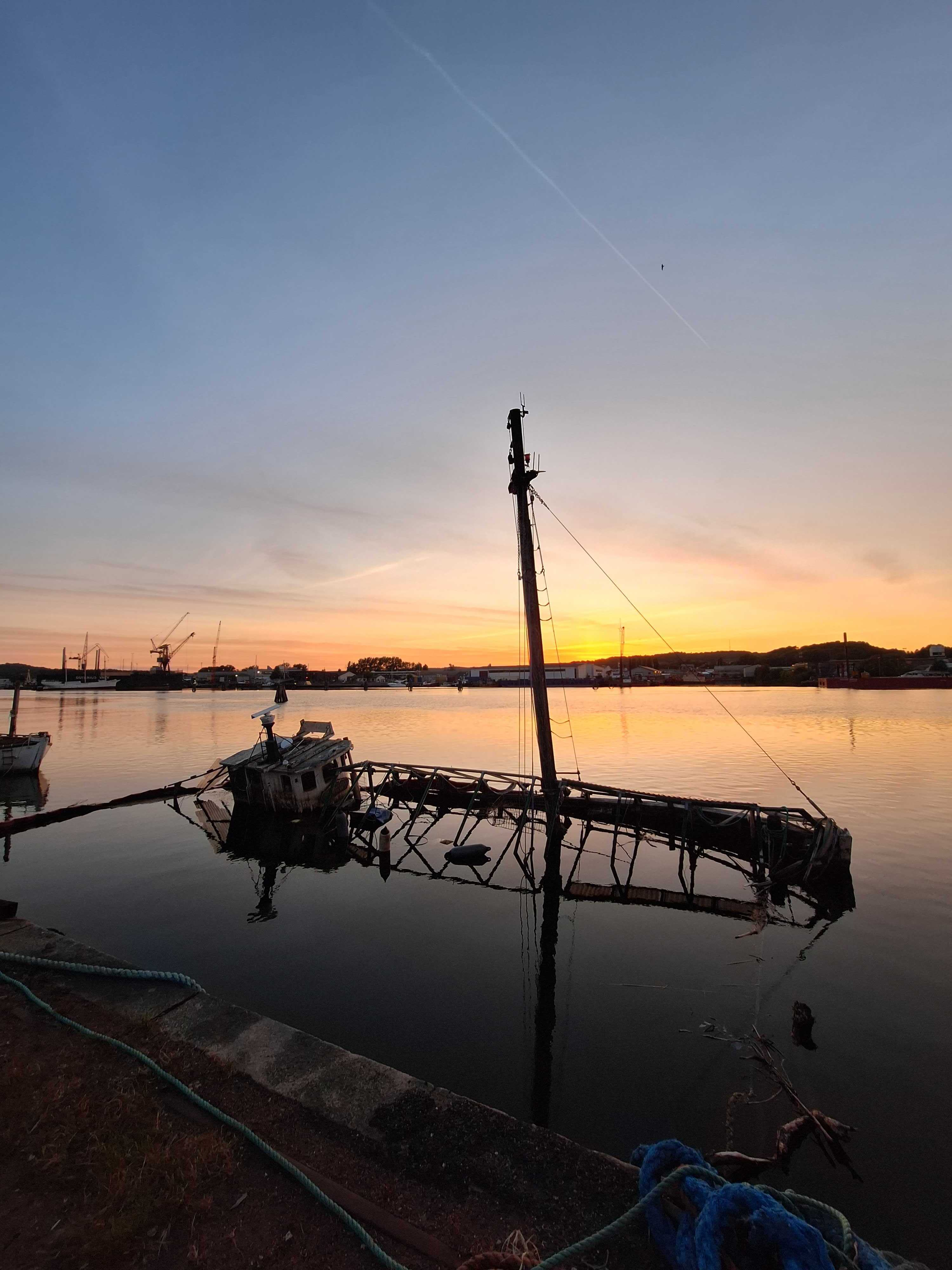
Sjunken båt längs med Gullbergskajen

Drömmarnas kaj är ett informellt namn på en sträcka av Gullbergskajen och Gasverkskajen vid Gullbergsvass i Göteborg. Drömmarnas kaj har, sedan Fartygsföreningen Gullbergskajen tog över den på 1970-talet, varit en plats för bevarande av större kulturbåtar och är en plats där renovering av större båtar sker i en miljö tillgänglig för allmänheten..
Kajen är till största delen en öppen varvsmiljö där ideella krafter och privatpersoner arbetar med olika typer av kulturbåtsprojekt. Den yttersta delen av kajen som kallas Gasverkskajen har containrar utsmyckade av konstnärer som Jonathan "Ollio" Josefsson, konstnärsateljéer inhysta i husvagnar och en cirkusvagn som tjänar som utomhusscen.
Platsen är besjungen av Håkan Hellström i låten Mitt Gullbergs kaj paradis.
Sedan Göteborgs Stadsmiljöförvaltning år 2022 började forsla bort och destruera konstverken på Gasverkskajen så pågår en konflikt kring kulturmiljöns bevarande.